# Anna Hajgató
Anna Hajgató (født 27. april 1992 i Budapest, Ungarn) er en østrigsk håndboldspiller, der spiller for Hypo Niederösterreich og Østrigs kvindehåndboldlandshold, som målvogter.
Hun blev udtaget til den østrigske landstræner Herbert Müllers, udvalgte trup ved VM i kvindehåndbold 2021 i Spanien.